# Magnus Thomson
Magnus Thomson, född 27 april 1973 i Lund, är en svensk skådespelare och en av medlemmarna i komikergruppen Varanteatern. Han har arbetat som Svenska som andraspråk-lärare på gymnasiet i Tibro. Tidigare arbetade han på Marknad Varberg.
Han har varit konferencier för Ung Kultur Möts regionsfestival i strax över sex år.